# آسناپین
آسناپین که با نام تجاری سافریس فروخته می‌شود، یک آنتی‌سایکوتیک آتیپیک است که برای درمان اسکیزوفرنی و شیدایی حاد مرتبط با اختلال دوقطبی استفاده می‌شود.
این ماده شیمیایی از طریق تغییر ساختار شیمیایی داروی ضد افسردگی چهار حلقه‌ای (آتیپیک)، میانسرین به دست آمد.
این دارو ابتدا در سال ۲۰۰۹ در ایالات متحده تأیید شد و سپس به عنوان یک داروی ژنریک در سال ۲۰۲۰ تأیید شد.